# Hasan Memişoğlu
Hasan Memişoğlu (* 1949 in Istanbul) ist ein ehemaliger türkischer Generalleutnant des Heeres (Türk Kara Kuvvetleri) und Wirtschaftsmanager, der unter anderem zwischen 2004 und 2006 Kommandeur der Besatzungstruppe in Zypern KTBK (Kıbrıs Türk Barış Kuvvetleri) war.

## Leben
Memişoğlu absolvierte nach dem Schulbesuch eine Offiziersausbildung an der Heeresschule (Kara Harp Okulu), die er 1968 abschloss. Nach einer darauf folgenden Ausbildung an der Infanterieschule (Piyade Okulu) fand er von 1969 bis 1981 Verwendungen als Offizier in verschiedenen Heereseinheiten und nahm unter anderem im Juli 1974 an der Operation Atilla teil, der Besetzung des Nordens der Insel Zypern durch die Türkei. Nachdem er von 1981 bis 1983 die Heeresakademie (Kara Harp Akademisi) absolviert hatte, wurde er Kommandeur eines Bataillons der Besatzungstruppe in Zypern. Nach einem anschließenden Besuch der Streitkräfteakademie (Silahlı Kuvvetler Akademisi) wurde er 1986 zunächst Projektoffizier und danach Referatsleiter in der Unterabteilung Personalplanung im Hauptquartier des Heeres, ehe er als Heeresattaché in der Sowjetunion tätig war. Nach seiner Rückkehr wurde er Kommandeur des zur 9. Infanteriedivision gehörenden 28. Infanterieregiments sowie im Anschluss Leiter der Operationsabteilung der 3. Armee in Erzincan.
Nachdem Memişoğlu 1995 zum Brigadegeneral (Tuğgeneral) befördert worden war, wurde er zunächst Kommandeur der 48. Motorisierten Infanteriebrigade in Trabzon und im Anschluss stellvertretender Leiter der Personalabteilung im Hauptquartier des Heeres. 1999 erfolgte die Beförderung zum Generalmajor (Tümgeneral) und Ernennung zum Leiter der Personalabteilung im Hauptquartier des Heeres, ehe er anschließend erst Kommandeur der 9. Infanteriedivision und dann Chef des Stabes der 3. Armee war.
Am 30. August 2004 wurde Memişoğlu zum Generalleutnant (Korgeneral) befördert und zum Kommandeur der Besatzungstruppe in Zypern KTBK (Kıbrıs Türk Barış Kuvvetleri) ernannt. Nach zweijähriger Verwendung auf diesem Posten wurde er 2006 Leiter der Personalabteilung im Generalstab der Türkei und übte diese Funktion bis 2008 aus. Im Anschluss wurde er Kommandeur des Sanitätskommandos der Streitkräfte (TSK Sağlık Komutanlığı) sowie zugleich Kommandant der 1898 gegründeten Militärmedizinischen Akademie Gülhane GATA (Gülhane Askerî Tıp Akademisi) und übte diese Funktion bis zu seinem Eintritt in den Ruhestand im August 2010 aus. Auf diesen Posten folgte ihm im August 2010 Generalmajor Hasan Küçükakyüz.
Im November 2011 wurde er Vorstandsvorsitzender des Rüstungskonzerns Aselsan (Askerî Elektronik Sanayii A.Ş.) und damit Nachfolger des ehemaligen Generalleutnant Mehmet Çavdaroğlu. 2013 wurde er Vorstandsvorsitzender des Pensionsfonds der Streitkräfte OYAK (Ordu Yardımlaşma Kurumu).
Memişoğlu, der mit Yıldız Memişoğlu verheiratet und Vater eines Kindes ist, spricht neben Türkisch auch Russisch und wurde für seinen Einsatz in Zypern mit der Kıbrıs Barış Harekatı Gümüş Madalyası ausgezeichnet.

## Weblink
- Eintrag in Kim Kimdir? (Seitenaufruf am 7. September 2016)